# Tomaszówka (gmina Wojciechów)
Tomaszówka – kolonia w Polsce położona w województwie lubelskim, w powiecie lubelskim, w gminie Wojciechów.
W latach 1975–1998 miejscowość należała administracyjnie do województwa lubelskiego.
Wierni Kościoła rzymskokatolickiego należą do parafii św. Teodora w Wojciechowie.